# Königs-Röhrling
Der Königs-Röhrling (Butyriboletus regius, Syn.: Boletus regius), auch Echter Königsröhrling, ist eine Pilzart aus der Familie der Dickröhrlingsverwandten.

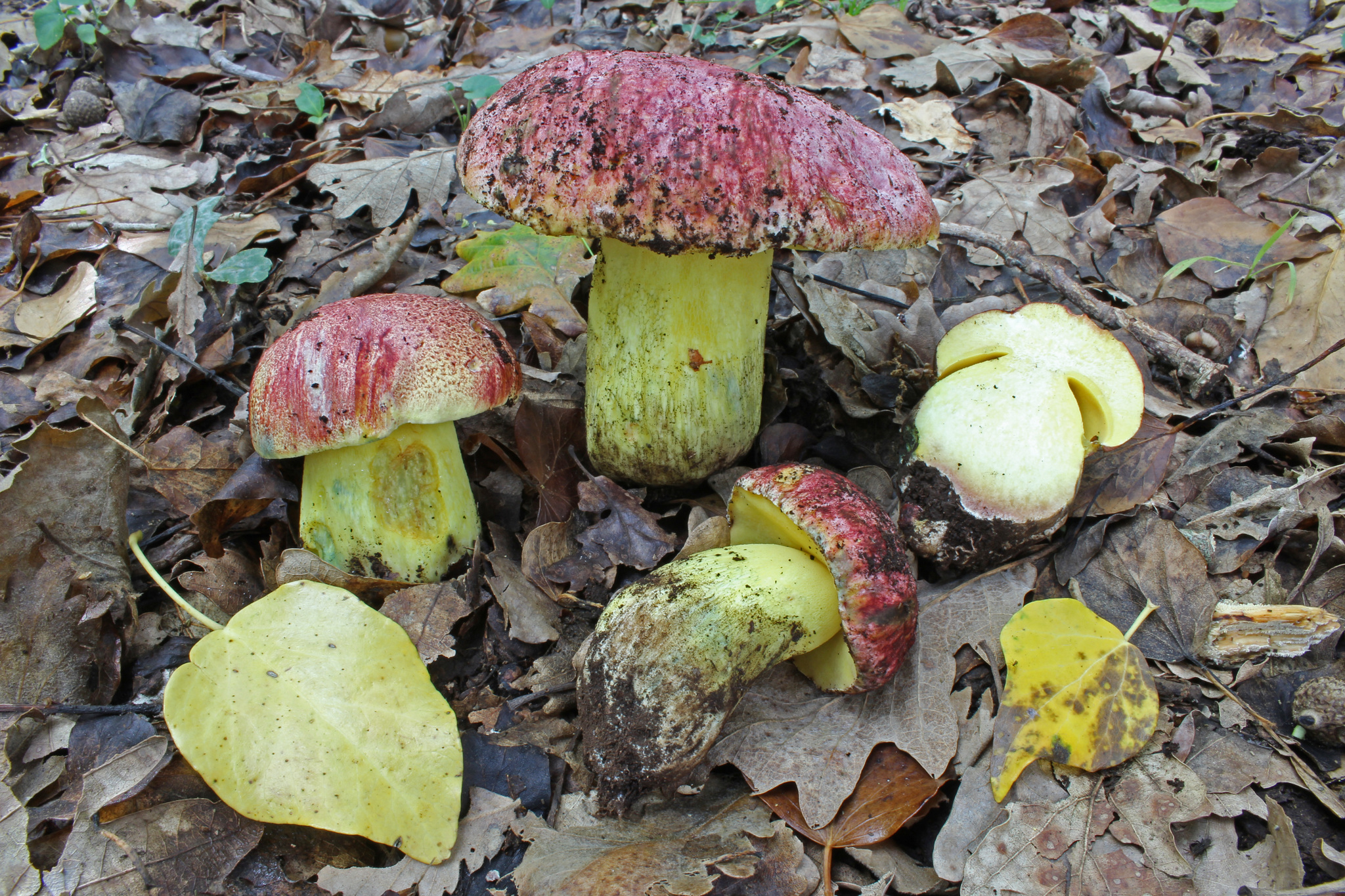
Exemplare des Königs-Röhrlings

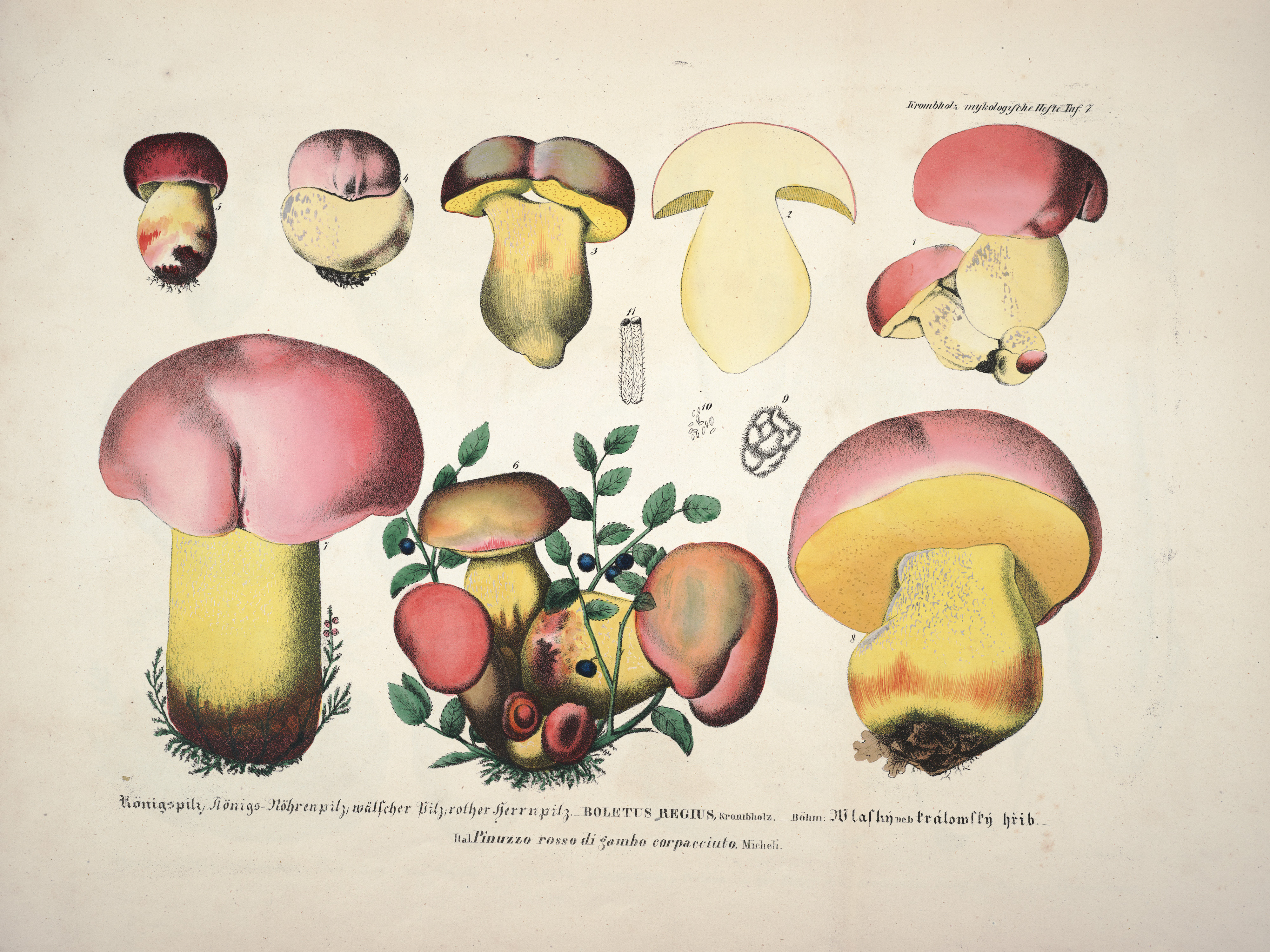
Erstbeschreibung der Art durch Julius Vincenz von Krombholz, 1832

## Merkmale
Der Hut hat einen Durchmesser von 4–12, maximal 20 cm; er ist jung halbkugelig und später polsterartig gewölbt. Die Hutdeckschicht ist rosarot bis purpurrot und glatt, im Alter verblassend, faltig und mit Grübchen. Der Stiel ist 5–15 cm lang, weißlich bis gelb und mit einem feinen gleichfarbigen Netz überzogen; seine Basis ist bauchig verdickt und oft rotfleckig. Die Röhren sind 0,5–3 cm lang, hell- bis goldgelb und können schwach blauen. Das Fleisch ist weiß bis hellgelb, fest und kompakt; es verfärbt sich nicht blau. Der Geruch ist schwach und unspezifisch pilzig, der Geschmack mild und nussartig. Die Sporen sind olivbraun, elliptisch-spindelig (12–17 × 4–5 µm) und hyalin. Mit Eisen(II)-sulfat (FeSO4) verfärbt sich die Hutdeckschicht purpurrot und das Fleisch grau.

## Phänologie
Die Fruchtkörper des Königs-Röhrlings erscheinen vom Frühsommer (Juni) bis in den Herbst. Doch an vielen seiner Standorte fruktifiziert der Königs-Röhrling nicht jedes Jahr.

## Ökologie
Der Königs-Röhrling ist ein thermophiler (wärmeliebender) Mykorrhiza-Pilz, der mit Laubbäumen (gerne Rotbuchen und Eichen) in Symbiose lebt. Er bevorzugt kalkreiche Böden und submediterranes Klima.

## Verbreitung
Der Königs-Röhrling kommt nur in einem kleinen Areal in Mittel- und Südeuropa inklusive Großbritannien vor, außerdem in Kalifornien und Mexiko. Die europäischen Verbreitungszentren sind Kroatien, die Slowakei und Tschechien.

## Artabgrenzung
Ein äußerlich sehr ähnlicher, aber im Fleisch und an Druckstellen blau anlaufender Doppelgänger ist der Blauende Königsröhrling (Butyriboletus fuscoroseus). Auch Verwechslungen mit weiteren, ebenfalls essbaren Röhrlingen der Gattung Butyriboletus, beispielsweise dem Silber-Röhrling (B. fechtneri) oder dem Anhängsel-Röhrling (B. appendiculatus), sind möglich; beide haben jedoch einen weniger intensiv rot gefärbten Hut.

## Gefährdung
Der Königs-Röhrling gilt in Deutschland als stark gefährdet (Rote Liste 2), in der Schweiz ist er als EN (stark gefährdet), in Tschechien als gefährdet eingestuft. Der langfristige Bestandstrend geht auf einen starken Rückgang hinaus. In Baden-Württemberg ist mehr als die Hälfte der 60 Vorkommen, die um die Jahrtausendwende noch existierten, 20 Jahre später erloschen. In den Niederlanden hat sich der Pilz an seinen zwei bekannten Fundorten seit 1940 nicht mehr gezeigt und gilt bereits als ausgestorben. Der Schutz des Königs-Röhrlings setzt den Erhalt seiner Wirtsbäume voraus.

## Bedeutung
Der Königs-Röhrling ist essbar, ist aber in Deutschland nach der Bundesartenschutzverordnung geschützt und darf nicht gesammelt werden.

## Etymologie
Das lateinische Epitheton regius („königlich“) ist abgeleitet von lat. rex „König“, was sich auch im deutschen Namen wiederfindet. Die Bezeichnung spielt auf die „königlichen“ Farben des Pilzes (goldgelb und purpur) an, zumal der Farbstoff Purpur früher traditionell Königen vorbehalten war.